# 콘스탄틴 하벤스키

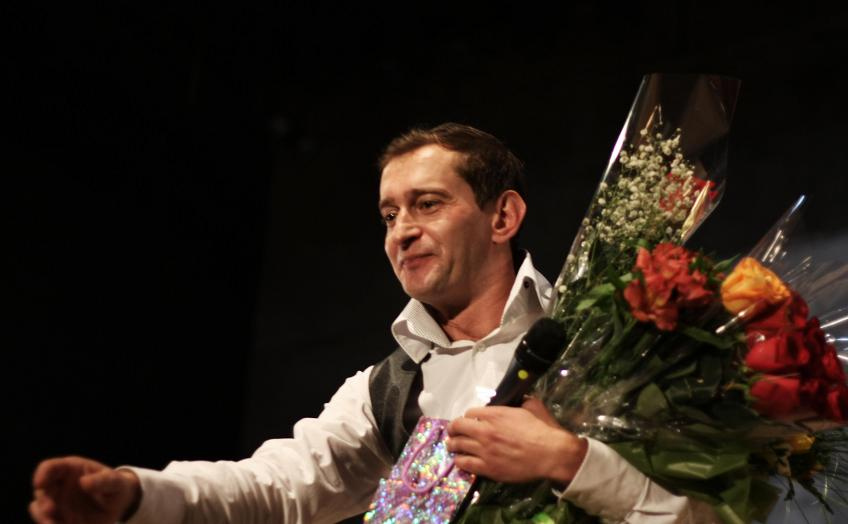
콘스탄틴 하벤스키

콘스탄틴 하벤스키(Хабенский Константин Юрьевич, 1972년 1월 11일 ~ )는 러시아의 배우이다.